# Elkhart, Texas
Elkhart är en kommun (town) i Anderson County i Texas. Vid 2010 års folkräkning hade Elkhart 1 371 invånare.